# Distretto di Pashtun Kot
Il distretto di Pashtun Kot è un distretto dell'Afghanistan appartenente alla provincia del Faryab. Viene stimata una popolazione di  183.500 abitanti (dato 2012-13).